# Actio mandati
Die actio mandati war eine römische Klage auf Herausgabe des durch die Geschäftsführung aus einem Auftragsverhältnis (mandatum) Erlangten, vergleichbar mit dem heutigen deutschen Anspruch aus § 667 BGB.
Der Beauftragte (Mandatar) unterlag der Verpflichtung, den übernommenen Auftrag weisungsgemäß im Sinne des Auftraggebers (Mandanten) zu erfüllen. Das aus der Ausführung des Auftrags Erlangte war an den Auftraggeber herauszugeben. Hierfür stand im klagbaren Zweifelsfall die actio mandati directa zur Verfügung. Eine Verurteilung zog Infamie nach sich, was den Verlust der bürgerlichen Ehre bedeutete. Umgekehrt hatte der Auftraggeber dem Beauftragten dessen Aufwendungen und gegebenenfalls erlittene Schäden zu ersetzen, die wiederum mit der actio mandati contraria eingeklagt werden konnten. Diese ist inhaltlich mit dem deutschen Aufwendungsersatzanspruch aus § 670 BGB vergleichbar.
Auftragsverhältnisse bezeugten in Rom hohe Ansprüche an Treue und Ehre. Treuverstöße wurden an einem Haftungsmaßstab orientiert, der gestaffelt von Vorsatz (dolus) über grobe Nachlässigkeit (culpa lata) bis zur leichten Fahrlässigkeit (culpa levis) reichte. Für leichte Fahrlässigkeit haftete insbesondere der Prokurator, der gewillkürte Stellvertretungen im römischen Privatrecht ausübte. Da der Gläubiger den Prokurator seinerseits beauftragte, seine Forderung gegen den Schuldner im Prozess geltend zu machen (mandatum ad agendum), konnte sich die actio mandati auch gegen diesen richten.